# Ciclismo ai Giochi della XXXII Olimpiade - Keirin maschile
La gara di keirin maschile dei Giochi della XXXII Olimpiade si svolse il 7 e 8 agosto 2021 al velodromo di Izu, in Giappone. La medaglia d'oro fu vinta dal britannico Jason Kenny.
L'evento vide la partecipazione di 30 atleti rappresentanti di 18 nazioni diverse. La prova consisteva nell'effettuare sei giri di pista, come da regolamento (modificato rispetto alle olimpiadi precedenti); i primi tre giri venivano effettuati dietro un mezzo motorizzato che aumentava gradualmente la velocità fino a 50 km/h, lasciando quindi la pista; gli ultimi tre giri di pista venivano quindi effettuati liberamente dai ciclisti.

## Programma
Tutti gli orari sono Japan Standard Time (UTC+9)
| Data          | Ora               | Turno                              |
| ------------- | ----------------- | ---------------------------------- |
| 7 agosto 2021 | 15:48 16:19       | Primo turno Ripescaggi             |
| 8 agosto 2021 | 10:24 11:09 11:51 | Quarti di finale Semifinali Finali |

## Risultati

### Primo turno
Batteria 1
| Pos. | Ciclista        | Nazione           | Distacco | Note |
| ---- | --------------- | ----------------- | -------- | ---- |
| 1    | Rayan Helal     | Francia           |          | QF   |
| 2    | Maximilian Levy | Germania          | +0.010   | QF   |
| 3    | Kwesi Browne    | Trinidad e Tobago | +0.248   | R    |
| 4    | Jason Kenny     | Gran Bretagna     | +0.462   | R    |
| 5    | Sam Webster     | Nuova Zelanda     | +0.546   | R    |
| 6    | Ivan Gladyshev  | ROC               | +3.173   | R    |

Batteria 2
| Pos. | Ciclista                     | Nazione       | Distacco | Note |
| ---- | ---------------------------- | ------------- | -------- | ---- |
| 1    | Jack Carlin                  | Gran Bretagna |          | QF   |
| 2    | Matthew Richardson           | Australia     | +0.070   | QF   |
| 3    | Matthijs Büchli              | Paesi Bassi   | P        | R    |
|      | Hugo Barrette                | Canada        | dnf      | R    |
|      | Sergey Ponomaryov            | Kazakistan    | dnf      | R    |
|      | Muhammad Shah Firdaus Sahrom | Malaysia      | dnf      | R    |

Batteria 3
| Pos. | Ciclista          | Nazione           | Distacco | Note |
| ---- | ----------------- | ----------------- | -------- | ---- |
| 1    | Azizulhasni Awang | Malaysia          |          | QF   |
| 2    | Nicholas Paul     | Trinidad e Tobago | +0.075   | QF   |
| 3    | Patryk Rajkowski  | Polonia           | +0.104   | R    |
| 4    | Stefan Bötticher  | Germania          | +0.115   | R    |
| 5    | Jean Spies        | Sudafrica         | +0.739   | R    |
| 6    | Sébastien Vigier  | Francia           | +0.884   | R    |

Batteria 4
| Pos. | Ciclista         | Nazione     | Distacco | Note |
| ---- | ---------------- | ----------- | -------- | ---- |
| 1    | Yudai Nitta      | Giappone    |          | QF   |
| 2    | Denis Dmitriev   | ROC         | +0.004   | QF   |
| 3    | Matthew Glaetzer | Australia   | +0.093   | R    |
| 4    | Xu Chao          | Cina        | +0.240   | R    |
| 5    | Harrie Lavreysen | Paesi Bassi | +0.256   | R    |
| 6    | Mateusz Rudyk    | Polonia     | +0.974   | R    |

Batteria 5
| Pos. | Ciclista        | Nazione       | Distacco | Note |
| ---- | --------------- | ------------- | -------- | ---- |
| 1    | Yuta Wakimoto   | Giappone      |          | QF   |
| 2    | Callum Saunders | Nuova Zelanda | +0.089   | QF   |
| 3    | Kevin Quintero  | Colombia      | +0.096   | R    |
| 4    | Tomáš Bábek     | Rep. Ceca     | +0.228   | R    |
| 5    | Nick Wammes     | Canada        | +0.292   | R    |
| 6    | Jair Tjon En Fa | Suriname      | +0.396   | R    |

### Ripescaggi
Batteria 1
| Pos. | Ciclista                     | Nazione           | Distacco | Note |
| ---- | ---------------------------- | ----------------- | -------- | ---- |
| 1    | Kwesi Browne                 | Trinidad e Tobago |          | QF   |
| 2    | Muhammad Shah Firdaus Sahrom | Malaysia          | +0.010   | QF   |
| 3    | Sébastien Vigier             | Francia           | +0.037   |      |
| 4    | Tomáš Bábek                  | Rep. Ceca         | +0.638   |      |
| 5    | Xu Chao                      | Cina              | +0.979   |      |

Batteria 2
| Pos. | Ciclista         | Nazione       | Distacco | Note |
| ---- | ---------------- | ------------- | -------- | ---- |
| 1    | Jason Kenny      | Gran Bretagna |          | QF   |
| 2    | Stefan Bötticher | Germania      | +0.363   | QF   |
| 3    | Matthijs Büchli  | Paesi Bassi   | +0.441   |      |
| 4    | Mateusz Rudyk    | Polonia       | +0.480   |      |
| 5    | Nick Wammes      | Canada        | +0.564   |      |

Batteria 3
| Pos. | Ciclista         | Nazione       | Distacco | Note |
| ---- | ---------------- | ------------- | -------- | ---- |
| 1    | Harrie Lavreysen | Paesi Bassi   |          | QF   |
| 2    | Jair Tjon En Fa  | Suriname      | +0.578   | QF   |
| 3    | Sam Webster      | Nuova Zelanda | +0.580   |      |
| 4    | Hugo Barrette    | Canada        | +0.738   |      |
| 5    | Patryk Rajkowski | Polonia       | +1.616   |      |

Batteria 4
| Pos. | Ciclista          | Nazione    | Distacco | Note |
| ---- | ----------------- | ---------- | -------- | ---- |
| 1    | Matthew Glaetzer  | Australia  |          | QF   |
| 2    | Kevin Quintero    | Colombia   | +0.069   | QF   |
| 3    | Sergey Ponomaryov | Kazakistan | +0.124   |      |
| 4    | Ivan Gladyshev    | ROC        | +0.675   |      |
| 5    | Jean Spies        | Sudafrica  | +0.760   |      |

### Quarti di finale
Batteria 1
| Pos. | Ciclista           | Nazione       | Distacco | Note |
| ---- | ------------------ | ------------- | -------- | ---- |
| 1    | Kevin Quintero     | Colombia      |          | SF   |
| 2    | Jason Kenny        | Gran Bretagna | +0.045   | SF   |
| 3    | Rayan Helal        | Francia       | +0.105   | SF   |
| 4    | Harrie Lavreysen   | Paesi Bassi   | +0.122   | SF   |
| 5    | Matthew Richardson | Australia     | +0.212   |      |
| 6    | Yudai Nitta        | Giappone      | +0.331   |      |

Batteria 2
| Pos. | Ciclista                     | Nazione           | Distacco | Note |
| ---- | ---------------------------- | ----------------- | -------- | ---- |
| 1    | Nicholas Paul                | Trinidad e Tobago |          | SF   |
| 2    | Jack Carlin                  | Gran Bretagna     | +0.503   | SF   |
| 3    | Jair Tjon En Fa              | Suriname          | +0.602   | SF   |
| 4    | Maximilian Levy              | Germania          | +0.667   | SF   |
| 5    | Callum Saunders              | Nuova Zelanda     | +0.723   |      |
| 6    | Muhammad Shah Firdaus Sahrom | Malaysia          | +1.204   |      |

Batteria 3
| Pos. | Ciclista          | Nazione           | Distacco | Note |
| ---- | ----------------- | ----------------- | -------- | ---- |
| 1    | Yuta Wakimoto     | Giappone          |          | SF   |
| 2    | Azizulhasni Awang | Malaysia          | +0.039   | SF   |
| 3    | Kwesi Browne      | Trinidad e Tobago | +0.098   | SF   |
| 4    | Matthew Glaetzer  | Australia         | +0.104   | SF   |
| 5    | Stefan Bötticher  | Germania          | +0.192   |      |
| 6    | Denis Dmitriev    | ROC               | +0.236   |      |

### Semifinali
Semifinale 1
| Pos. | Ciclista         | Nazione           | Distacco | Note |
| ---- | ---------------- | ----------------- | -------- | ---- |
| 1    | Jason Kenny      | Gran Bretagna     |          | FA   |
| 2    | Matthew Glaetzer | Australia         | +0.003   | FA   |
| 3    | Jair Tjon En Fa  | Suriname          | +0.089   | FA   |
| 4    | Jack Carlin      | Gran Bretagna     | +0.240   | FB   |
| 5    | Kwesi Browne     | Trinidad e Tobago | +0.357   | FB   |
| 6    | Kevin Quintero   | Colombia          | +0.397   | FB   |

Semifinale 2
| Pos. | Ciclista          | Nazione           | Distacco | Note |
| ---- | ----------------- | ----------------- | -------- | ---- |
| 1    | Azizulhasni Awang | Malaysia          |          | FA   |
| 2    | Maximilian Levy   | Germania          | +0.035   | FA   |
| 3    | Harrie Lavreysen  | Paesi Bassi       | +0.073   | FA   |
| 4    | Rayan Helal       | Francia           | +0.497   | FB   |
| 5    | Yuta Wakimoto     | Giappone          | +0.775   | FB   |
|      | Nicholas Paul     | Trinidad e Tobago | DSQ      |      |

### Finali

#### Finale B
| Pos. | Ciclista       | Nazione           | Distacco | Note |
| ---- | -------------- | ----------------- | -------- | ---- |
| 7    | Yuta Wakimoto  | Giappone          |          |      |
| 8    | Jack Carlin    | Gran Bretagna     | +0.097   |      |
| 9    | Kwesi Browne   | Trinidad e Tobago | +0.203   |      |
| 10   | Rayan Helal    | Francia           | +0.251   |      |
| 11   | Kevin Quintero | Colombia          | +0.314   |      |

#### Finale A
| Pos. | Ciclista          | Nazione       | Distacco | Note |
| ---- | ----------------- | ------------- | -------- | ---- |
|      | Jason Kenny       | Gran Bretagna |          |      |
|      | Azizulhasni Awang | Malaysia      | +0.763   |      |
|      | Harrie Lavreysen  | Paesi Bassi   | +0.773   |      |
| 4    | Jair Tjon En Fa   | Suriname      | +1.264   |      |
| 5    | Matthew Glaetzer  | Australia     | +1.344   |      |
| 6    | Maximilian Levy   | Germania      | +2.344   |      |